# Stornorrfors vízerőmű
A Stornorrfors vízerőmű Svédország második legnagyobb teljesítményű, egyúttal évente a legtöbb energiát termelő ilyen létesítménye az Ume-folyón, mintegy 15 kilométerre a folyásiránnyal szemben Umeå városától Västerbotten megyében. Az erőmű 1958 óta működik, a svéd állami Vattenfall AB energiakonszern tulajdonolja és üzemelteti. Négy turbinájának összes teljesítménye 599,4 MW és ezzel Svédország második legnagyobb vízerőműve a Lule-folyón épített Harsprånget vízerőmű után. Éves energiatermelése 2300 gigawattóra, ezzel viszont az első az országban. A víz esési magassága 75 méter. A levezető vízcsatorna keresztmetszete szerint világelső, 26,5 méteres magassággal és 16 méteres szélességgel.
Itt építették Svédország leghosszabb, 240 méteres lazac-lépcsőjét a halak felfelé történő vándorlásának lehetővé tételére. 2001-ben a lépcsőn 7089 lazac haladt át. A vízerőmű melletti lazacivadék-keltetőből évente nagy tömegben helyeznek ki lazac- és pisztrángivadékot a vízbe.
A folyónak a vízlépcső alatti zuhatagos szakaszán fedezték fel 1984-ben a norrforsi sziklarajzokat.

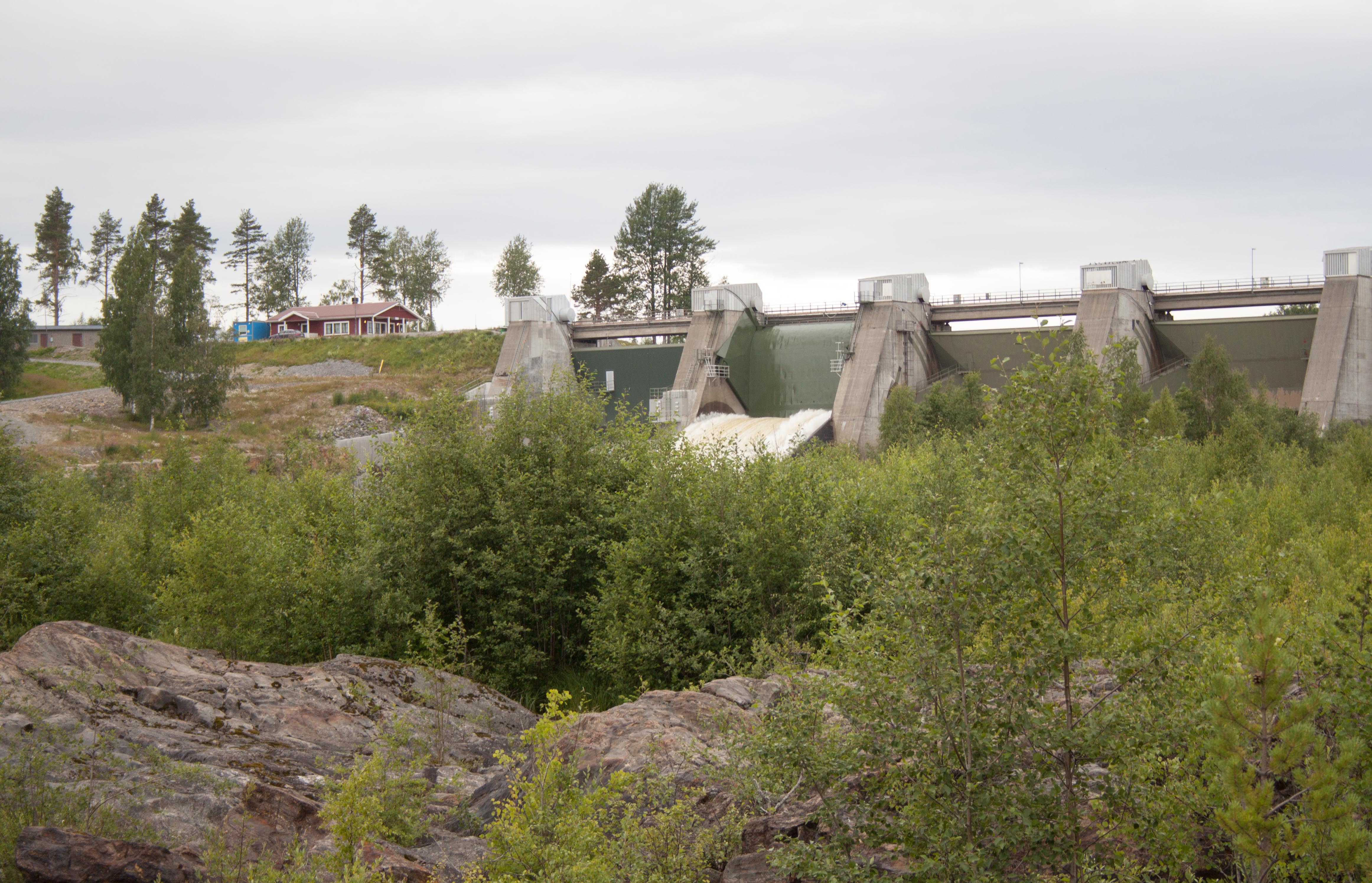
A vízerőmű a sziklarajzok felől
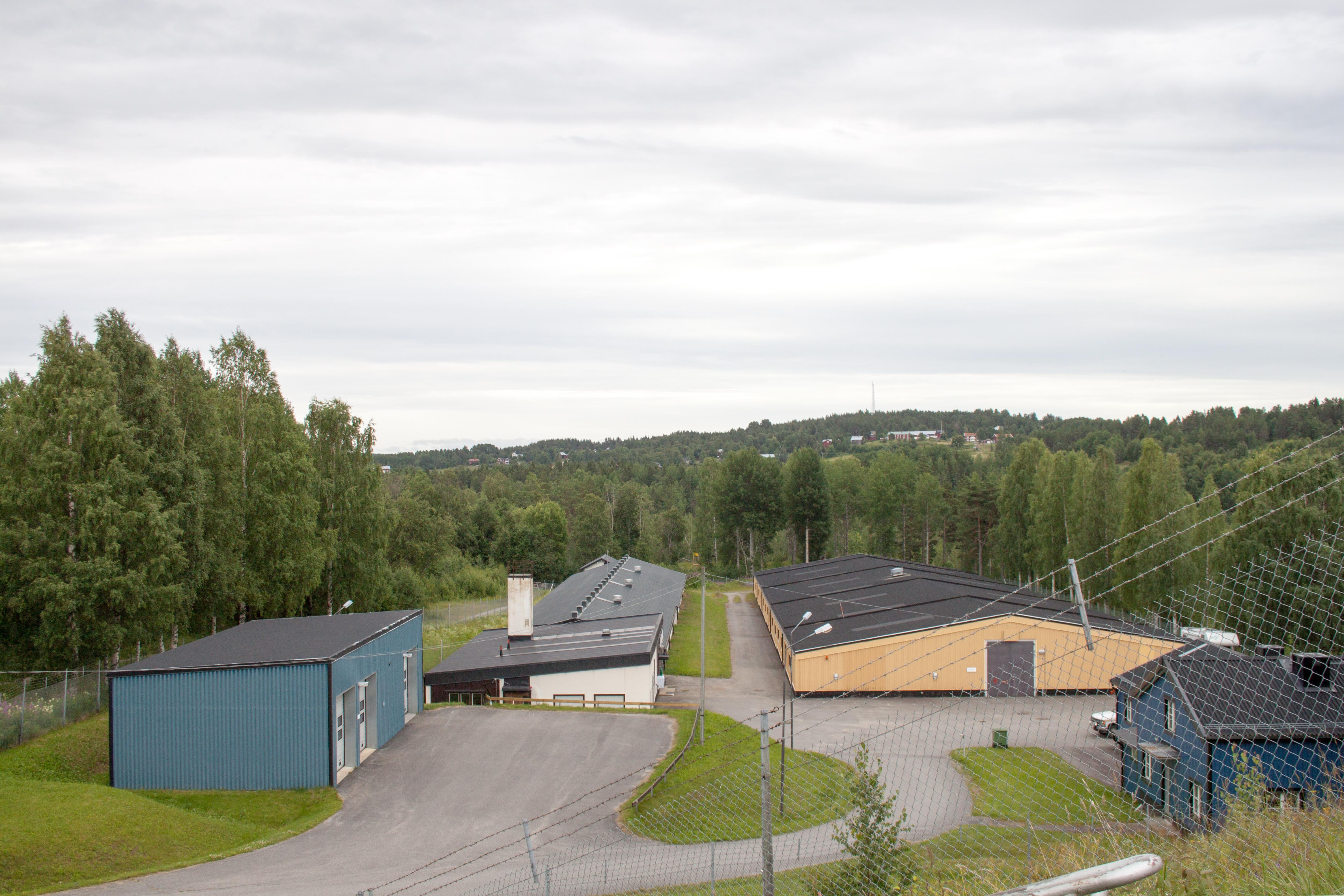
A lazackeltető telep
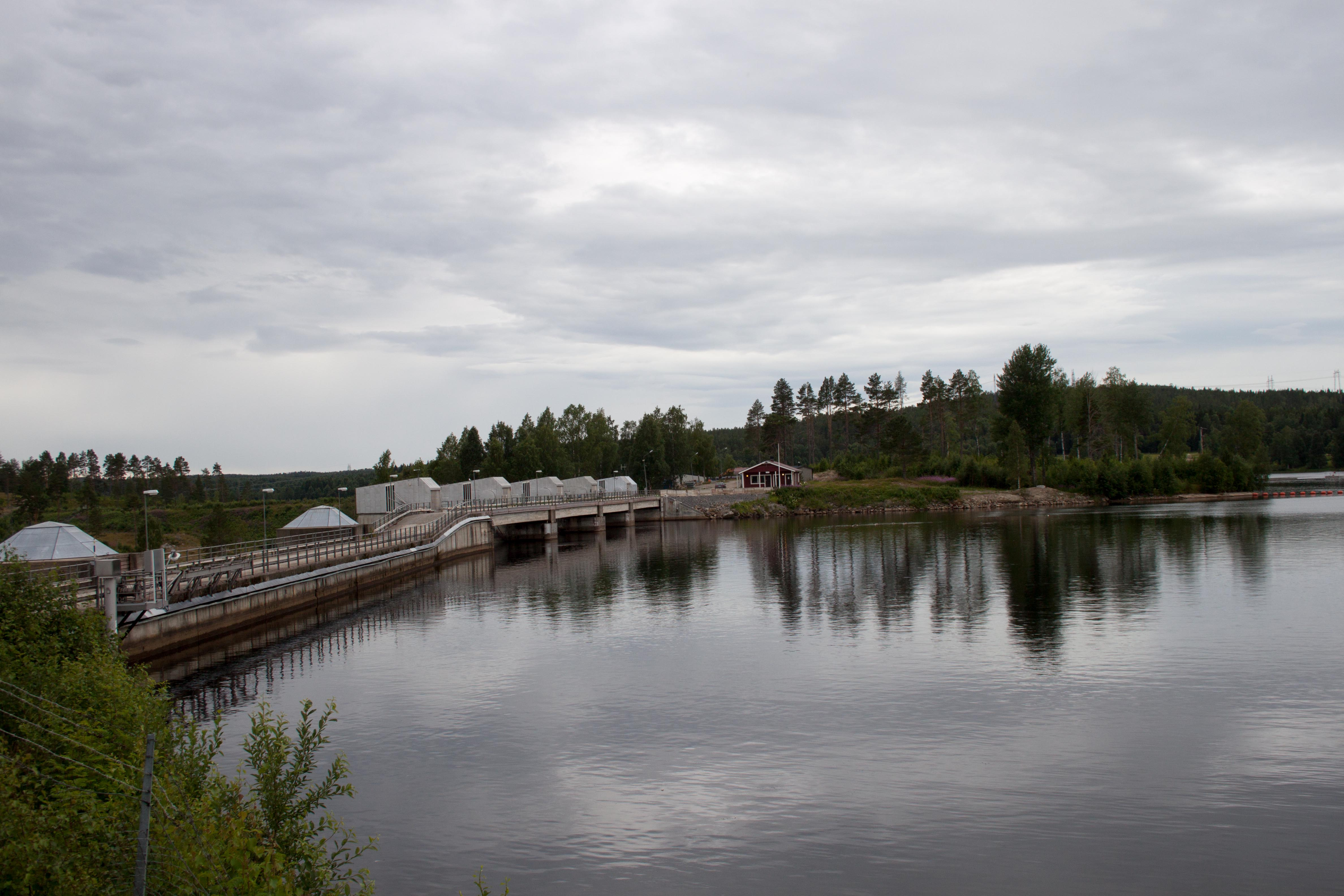
Az erőmű víztározója